# Кикн (сын Посейдона)
Кикн (др.-греч. Κύκνος «лебедь») — персонаж древнегреческой мифологии Сын Посейдона и Калики, из Троады (либо Гарпалы, либо Скамандродики). Мать оставила его на берегу, ему приносили пищу морские птицы (лебеди), а затем нашли рыбаки.
Родом фракиец. Царствовал в Колоне (Троада). У него была белая голова. Жена Проклия, дети Тенес и Гемифея. Его вторая жена Филонома ложно обвинила Тенеса, что тот её соблазнил. Когда Кикн узнал правду, он закопал жену в землю. Поплыл к сыну просить прощения и привязал корабль канатами к дереву, но Тенн перерубил канаты топором (отсюда поговорка «тенедосский топор»). Участвовал в играх в Трое над кенотафом Париса, в состязаниях в беге.
Был неуязвим, мешал высадке греков. Погиб от камня, брошенного Ахиллом, в начале Троянской войны. Либо Ахилл задушил его. По версии, убил Протесилая. Согласно Овидию, убил тысячу врагов, но убит Ахиллом в упорном поединке, задушен ремнем от шлема, превращен в лебедя.
Действующее лицо трагедии Эсхила «Кикн», трагедии Софокла «Пастухи» (фр.498-508 Радт), видимо, трагедии Ахея Эретрийского «Кикн».
В хеттских источниках упомянут царь Вилусы (Илиона) Куккунис (Кукуннис), предшественник Алаксандуса. Современник Суппилулиумаса I. Отождествление его с Кикном впервые встречается в статье П.Кречмера 1930 г. и широко распространено в современной науке.